# Championnat de Finlande de football 1997
Navigation
Saison précédente Saison suivante
La saison 1997 du Championnat de Finlande de football était la 68e édition de la première division finlandaise à poule unique, la Veikkausliiga. Les dix meilleurs clubs du pays jouent les uns contre les autres à trois reprises durant la saison. À la fin de la saison, le dernier est relégué et remplacé par le champion de deuxième division tandis que l'avant-dernier de D1 dispute un barrage de promotion-relégation face au 2e d'Ykkonen.
Le HJK Helsinki remporte le titre en terminant en tête du classement final, avec 10 points d'avance sur le VPS Vaasa et 19 sur le FinnPa Helsinki. C'est le 19e titre de champion de Finlande de l'histoire du HJK. Le tenant du titre, le FC Jazz Pori, termine à la 7e place à 27 points du HJK.

## Les 10 clubs participants
| - RoPS Rovaniemi - MyPa 47 Anjalankoski - FinnPa Helsinki - Jaro Pietarsaari - HJK Helsinki | - FC Jazz Pori - TPS Turku - FC Inter Turku - VPS Vaasa - TP Seinäjoki - Promu de Ykkonen |

## Compétition
Le barème de points servant à établir les classements se décompose ainsi :
- Victoire : 3 points
- Match nul : 1 point
- Défaite : 0 point

### Classement
| Rang | Équipe               | Pts | J  | G  | N  | P  | Bp | Bc | Diff |
| ---- | -------------------- | --- | -- | -- | -- | -- | -- | -- | ---- |
| 1    | HJK Helsinki         | 58  | 27 | 18 | 4  | 5  | 53 | 18 | +35  |
| 2    | VPS Vaasa            | 48  | 27 | 13 | 9  | 5  | 40 | 20 | +20  |
| 3    | FinnPa Helsinki      | 39  | 27 | 10 | 9  | 8  | 27 | 36 | -9   |
| 4    | TPS Turku            | 38  | 27 | 10 | 8  | 9  | 43 | 41 | +2   |
| 5    | MyPa 47 Anjalankoski | 37  | 27 | 8  | 13 | 6  | 31 | 23 | +8   |
| 6    | RoPS Rovaniemi       | 33  | 27 | 9  | 6  | 12 | 31 | 30 | +1   |
| 7    | FC Jazz Pori T       | 31  | 27 | 8  | 7  | 12 | 31 | 42 | -11  |
| 8    | Jaro Pietarsaari     | 28  | 27 | 8  | 4  | 15 | 33 | 48 | -15  |
| 9    | TP Seinäjoki P       | 27  | 27 | 5  | 12 | 10 | 22 | 34 | -12  |
| 10   | FC Inter Turku       | 26  | 27 | 6  | 8  | 13 | 23 | 42 | -19  |

|  | Qualification pour la Ligue des champions 1998-1999 |
|  | Qualification pour la Coupe UEFA 1998-1999          |
|  | Qualification pour la Coupe Intertoto 1998          |
|  | Participation à la poule de relégation              |
|  | Relégation en Ykkonen                               |
|  | T Tenant du titre P Club promu de deuxième division |

### Matchs

#### Barrage de promotion-relégation
Le 9e de la poule de relégation, le TP Seinäjoki doit rencontrer le vice-champion de Ykkonen, le PK-35, afin de déterminer le dernier club qualifié pour la prochaine saison parmi l'élite. Les matchs se disputent en aller-retour.
| Équipe 1   | Résultat | Équipe 2     | Aller | Retour |
| ---------- | -------- | ------------ | ----- | ------ |
| PK-35 (D2) | 7 - 5    | TP Seinäjoki | 3 - 1 | 4 - 4  |

## Bilan de la saison
| Championnat de Finlande de football 1997                |                               |
| Champion                                                | HJK Helsinki (19e titre)      |
| Coupes et trophées                                      |                               |
| Vainqueur de la Coupe de Finlande 1997                  | FC Haka Valkeakoski (Ykkonen) |
| Qualifications continentales                            |                               |
| Ligue des champions 1998-1999 Premier tour préliminaire | HJK Helsinki                  |
| Coupe des Coupes 1998-1999 Tour préliminaire            | FC Haka Valkeakoski           |
| Coupe UEFA 1998-1999 Premier tour                       | VPS Vaasa                     |
| Coupe UEFA 1998-1999 Premier tour                       | FinnPa Helsinki               |
| Coupe Intertoto 1998                                    | TPS Turku                     |
| Promotions et relégations                               |                               |
| Promus en Veikkausliiga                                 | FC Haka Valkeakoski           |
| Promus en Veikkausliiga                                 | PK-35                         |
| Relégués en Ykkonen                                     | FC Inter Turku                |
| Relégués en Ykkonen                                     | TP Seinäjoki                  |